# 桃林铺镇
桃林铺镇，是中华人民共和国河南省信阳市潢川县下辖的一个乡镇级行政单位。

## 行政区划
桃林铺镇下辖以下地区：
桃林铺村、全集村、春河村、黄集村、周楼村、雷胜村、陈家楼村、苏营村、周寨村、付寨村、李店村、黄大楼村、胡桥村、连塘村、香铺村和杜寨村。